# Louis Renault

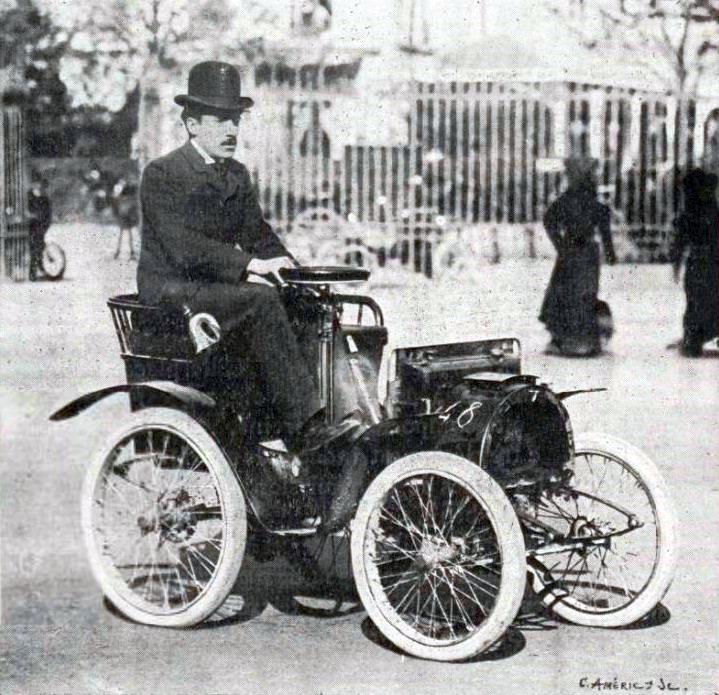
Louis Renault na svém prvním automobilu v roce 1898

Louis Renault (12. února 1877, Boulogne-Billancourt, Paříž – 24. října 1944, Paříž) byl francouzský průmyslník, spoluzakladatel firmy Renault a jeden z předních průkopníků automobilismu.

## Život
Louis Renault byl nejmladším z pěti dětí buržoazní pařížské rodiny. Jeho otec, Alfred Renault byl úspěšným obchodníkem s textilem, jeho matka Louise pocházela také z bohaté rodiny. Již od dětství se Louis zajímal o mechaniku.
Renault v roce 1898 postavil svůj první automobil na bázi De Dionovy čtyřkolky s dvoudobým motorem o objemu 273 cm³ v dílně na zadním dvoře domu svých rodičů. 24. prosince 1898 vyhrál sázku se svými přáteli. Vsadil se, že jím postavený vůz dokáže vyjet svah ulice Lepic na Montmartre. Jakmile toto dokázal, obdržel 12 závazných objednávek na tento automobil. Na základě objednávek i předpokladu komerčního úspěchu a rozvoje automobilismu se spojil se svými staršími bratry Marcelem (1872–1903) a Fernandem (1865–1909) a 25. února 1899 založil firmu Société Renault Frères. Ta už o dva roky později měla 347 objednávek a v továrně v Billancourtu zaměstnávala 110 pracovníků.
Louis Renault se také společně s Marcelem úspěšně účastnil motoristických závodů. V přerušeném závodě Paříž–Madrid v roce 1903, ve kterém Marcel Renault, jedoucí na prvním místě ve své třídě, zahynul, dojel Louis na druhém místě. Louis však svou kariéru závodníka ihned ukončil a věnoval se už jen prosperující firmě. Následujících čtyřicet let plně kontroloval chod rozvíjející se společnosti. Podílel se na jejím rychlém růstu a také na návrzích mnoha technických řešení používaných dodnes. Těmi jsou hydraulické tlumiče, bubnové brzdy, turbodmychadlo ale i taxametr. Po první světové válce byl vyznamenán Řádem čestné legie za úspěšné návrhy vojenské techniky, zejména revoluční tank Renault FT-17. V roce 1929 postavil podle Fordova vzoru novou továrnu s pásovou výrobou a moderními metodami montáže vozů. Světová hospodářská krize v třicátých letech však těžce postihla i firmu Renault.
Po vpádu Němců do Francie v roce 1940 a obsazení Paříže byl Louis postaven před těžkou volbu, buď bude
jeho firma (jako všechny francouzské společnosti) spolupracovat s okupanty a opravovat německé nákladní automobily a tanky, nebo bude zrušena a on ji bude muset opustit. Renault se tedy rozhodl pro spolupráci, což mu později, stejně jako podání ruky Adolfu Hitlerovi v roce 1939 v Berlíně, bylo vyčítáno a považováno za kolaboraci.
Po osvobození Paříže francouzskými a spojeneckými vojsky v srpnu 1944 byl Louis Renault jako kolaborant zatčen. Zemřel ve vězení Fresnes 24. října 1944. Přesná příčina smrti však nebyla nikdy objasněna. Oficiální zpráva hovoří o smrti na následky urémie, existuje i podezření na špatné zacházení ze strany věznitelů.